# Saison 3 de Banshee
Chronologie
Saison 2 Saison 4
Cette page présente les épisodes de la troisième saison de la série télévisée Banshee.

## Distribution

### Acteurs principaux
- Antony Starr (VF : Jérôme Pauwels) : Lucas Hood (nom réel inconnu)
- Ivana Miličević (VF : Isabelle Gardien) : Anastasia / Carrie Hopewell
- Ulrich Thomsen (VF : Christian Brendel) : Kai Proctor
- Frankie Faison (VF : Med Hondo) : Sugar Bates
- Hoon Lee (VF : Frédéric Norbert) : Job
- Rus Blackwell (VF : Arnaud Arbessier) : Gordon Hopewell, procureur puis maire de Banshee
- Matt Servitto (VF : Jean-François Aupied) : Brock Lotus, shérif adjoint
- Trieste Kelly Dunn (VF : Laëtitia Lefebvre) : Siobhan Kelly, shérif adjoint
- Ryann Shane (VF : Joséphine Ropion) : Deva Hopewell
- Lili Simmons (VF : Julie Turin) : Rebecca Bowman
- Afton Williamson : assistant du procureur Alison Medding
- Geno Segers (VF : Gilles Morvan) : Chayton Littlestone

### Acteurs récurrents
- Matthew Rauch (VF : Charles Borg) : Clay Burton, assistant personnel de Kai Proctor
- Tanya Clarke : Emily Lotus
- Jennifer Griffin : Leah Proctor
- Meaghan Rath : Aimee King
- Odette Annable (VF : Julie Dumas) : Nola Longshadow (épisodes 2 et 3)
- Déjà Dee (VF : Fily Keita) : Alma
- Gabriel Suttle : Max Hopewell
- Chaske Spencer : Billy Raven
- Langley Kirkwood (en) : Colonel Douglas Stowe
- Mark Hicks : Capitaine Richard Murphy
- Tom Pelphrey : Kurt Bunker

### Invités
- Craig Leydecker : L'homme ensanglanté (épisode 1)
- Mark Ashworth : Lowell (épisode 1)
- Tania Borrelli : Sue (épisode 2)
- Tamara Austin : Docteur Lewis (épisode 2)
- Surely Alvelo : Jenny (épisode 2)
- Jared Losano : Notie (épisode 2)
- Drea Garcia : Petah (épisode 2)
- Trinity Wright : Hurit (épisode 2)
- Panuvat Anthony Nanakornpanom : Viho (épisode 2)
- Hans Marrero : Songaa (épisode 2)
- Neil Castles Jr. : Cole (épisode 3)
- Shuler Hensley : Brantley (épisode 3)
- Emmy Argo : Sapphire (épisode 3)
- Denis O'Hare : Agent Spécial Robert Phillips (épisode 3)
- Toby Holguin : Wilu (épisode 3)
- Rebecca Koon : Wanda (épisode 3)
- Katie Page : Platinumm (épisode 3)
- Miles Doleac (en) : Roland (épisode 3)
- Immanuel Salas : Gomda (épisode 3)
- Josh Carter : Smitty (épisode 4)
- Robert Herrick : Donny (épisode 4)
- Joshua Burrow : Scuyver (épisode 4)
- Robert C. Treveiler : Jackson Sperling (épisode 4)
- Cherie Daly : Lena Bella (épisode 5)
- Isaiah Hyman : Chef de gang Salvadorien (épisode 7)
- Happy Anderson : Bones Tuesday (épisode 8)
- Joey Auzenne : Oscar Santa Cruz Jr. (épisode 8)
- Lindsay Ayliffe : Amish Bishop (épisode 8)
- Audrey Blackwelde : Membre du Fight Club (épisode 8)
- Stephen Mackenzie : Brown Huey (épisode 8)
- John Redlinger : Kevin (épisode 8)
- Raoul Trujillo : Sani Crow (épisode 8)
- Craig Gellis : Otto (épisode 9)
- Ron C. Jones : Mr. Frazier (épisode 9)
- Brian Stapf : Jasper (épisode 9)
- Gary Ray Stearns : Brice (épisode 9)
- Chris Coy : Calvin Bunker (épisode 10)

## Épisodes

### Épisode 1:Les Épreuves du feu
- États-Unis /  Canada : 9 janvier 2015 sur Cinemax[1] / HBO Canada[2]
- France
  - 13 janvier 2015 sur Canal+ Décalé[3] (en VOSTFr)
  - 21 juin 2015 sur Canal+[4]
- Québec : 9 avril 2015 à Super Écran

- États-Unis : 550 000 téléspectateurs[5] (première diffusion)

- Mark Hicks (Capitaine Richard Murphy)
- Mark Ashworth (Lowell)
- Jackson Beals (Anders)
- Trudie Petersen (Sylvie, amie de Carrie)
- Sheena Zadeh (Daria, écrivain)
- Myles Humphus (Mato)
- Justin Barnhill (Flynn)
- Tanya Clarke (Emily Lotus)

### Épisode 2:Serpents et des trucs du genre
- États-Unis /  Canada : 16 janvier 2015 sur Cinemax / HBO Canada
- France : 20 janvier 2015 sur Canal+ Décalé / 21 juin 2015 sur Canal+[4]
- Québec : 16 avril 2015 à Super Écran

- États-Unis : 440 000 téléspectateurs[6] (première diffusion)

- Mark Hicks (Capitaine Richard Murphy)
- Jackson Beals (Anders)
- Sheena Zadeh (Daria, écrivain)
- Ricky Russert (Tommy Littlestone)
- Tanya Clarke (Emily Lotus)
- Carlos Guerrero (Karl 'Yaz' Yazzie)

### Épisode 3:Un recolleur de morceaux
- États-Unis /  Canada : 23 janvier 2015 sur Cinemax / HBO Canada
- France : 27 janvier 2015 sur Canal+ Décalé / 28 juin 2015 sur Canal+ / 15 mars 2016 sur Ciné club
- Québec : 23 avril 2015 à Super Écran

- États-Unis : 590 000 téléspectateurs[7] (première diffusion)

- Ricky Russert (Tommy Littlestone)
- Jennifer Griffin (Leah Proctor)
- Tanya Clarke (Emily Lotus)
- Shuler Hensley (Brantley)
- Denis O'Hare (Agent Robert Phillips)
- Meaghan Rath (Aimee King)

### Épisode 4:La vie est un cauchemar
- États-Unis /  Canada : 30 janvier 2015 sur Cinemax / HBO Canada
- France : 3 février 2015 sur Canal+ Décalé / 28 juin 2015 sur Canal+
- Québec : 30 avril 2015 à Super Écran

- États-Unis : 660 000 téléspectateurs[8] (première diffusion)

- Sheena Zadeh (Daria, écrivain)
- Tanya Clarke (Emily Lotus)

### Épisode 5:Le Jugement du clan
- États-Unis /  Canada : 6 février 2015 sur Cinemax / HBO Canada
- France : 10 février 2015 sur Canal+ Décalé / 5 juillet 2015 sur Canal+
- Québec : 7 mai 2015 à Super Écran

- États-Unis : 580 000 téléspectateurs[9] (première diffusion)

- Tanya Clarke (Emily Lotus)
- Cherie Daly (Lena Bella)
- Jennifer Griffin (Leah Proctor)

### Épisode 6:Un temps pour tuer
- États-Unis /  Canada : 13 février 2015 sur Cinemax / HBO Canada
- France : 17 février 2015 sur Canal+ Décalé / 5 juillet 2015 sur Canal+
- Québec : 14 mai 2015 à Super Écran

- États-Unis : 610 000 téléspectateurs[10] (première diffusion)

- Tanya Clarke (Emily Lotus)
- Jennifer Griffin (Leah Proctor)
- Robert John Burke (Salvatore Ferillo)

### Épisode 7:On n'échappe pas aux morts
- États-Unis /  Canada : 20 février 2015 sur Cinemax / HBO Canada
- France : 24 février 2015 sur Canal+ Décalé / 12 juillet 2015 sur Canal+
- Québec : 21 mai 2015 à Super Écran

- États-Unis : 550 000 téléspectateurs[11] (première diffusion)

- Tanya Clarke (Emily Lotus)
- Susan Misner (Lisa Marie)
- Tom Pelphrey (Kurt Bunker)

### Épisode 8:Règlements de comptes
- États-Unis /  Canada : 27 février 2015 sur Cinemax / HBO Canada
- France : 3 mars 2015 sur Canal+ Décalé / 12 juillet 2015 sur Canal+
- Québec : 28 mai 2015 à Super Écran

- États-Unis : 590 000 téléspectateurs[12] (première diffusion)

- Tanya Clarke (Emily Lotus)

### Épisode 9:À moi la vengeance
- États-Unis /  Canada : 6 mars 2015 sur Cinemax / HBO Canada
- France : 10 mars 2015 sur Canal+ Décalé / 19 juillet 2015 sur Canal+
- Québec : 4 juin 2015 à Super Écran

- États-Unis : 560 000 téléspectateurs[13] (première diffusion)

- Tanya Clarke (Emily Lotus)

### Épisode 10:On finit tous par payer
- États-Unis /  Canada : 13 mars 2015 sur Cinemax / HBO Canada
- France : 17 mars 2015 sur Canal+ Décalé / 19 juillet 2015 sur Canal+
- Québec : 11 juin 2015 à Super Écran

- États-Unis : 690 000 téléspectateurs[14] (première diffusion)

- David Harbour (Robert Dalton)

Hood tente de négocier la libération de ses amis cambrioleurs contre l'argent en demandant à les voir puis il échoue sa négociation. 

## Audiences
| N° d'épisode | Titre original                            | Titre français                 | Chaîne  | Date de diffusion originale | Audience | Réf    |
| ------------ | ----------------------------------------- | ------------------------------ | ------- | --------------------------- | -------- | ------ |
| 1            | The Fire Trials                           | Les épreuves du feu            | Cinemax | 9 janvier 2015              | 550 000  | [ 15 ] |
| 2            | Snakes and Whatnot                        | Serpents et des trucs du genre | Cinemax | 16 janvier 2015             | 440 000  | [ 15 ] |
| 3            | A Fixer of Sorts                          | Un recolleur de morceaux       | Cinemax | 23 janvier 2015             | 590 000  | [ 15 ] |
| 4            | Real Life Is The Nightmare                | La vie est un cauchemar        | Cinemax | 30 janvier 2015             | 660 000  | [ 15 ] |
| 5            | Tribal                                    | Le jugement du clan            | Cinemax | 6 février 2015              | 580 000  | [ 15 ] |
| 6            | We Were All Someone Else Yesterday        | Un temps pour tuer             | Cinemax | 13 février 2015             | 610 000  | [ 15 ] |
| 7            | Breach                                    | On n'échappe pas aux morts     | Cinemax | 20 février 2015             | 550 000  | [ 15 ] |
| 8            | All the Wisdom I Got Left                 | Règlements de comptes          | Cinemax | 27 février 2015             | 590 000  | [ 15 ] |
| 9            | Even God Doesn't Know What to Make of You | À moi la vengeance             | Cinemax | 3 mars 2015                 | 560 000  | [ 15 ] |
| 10           | We All Pay Eventually                     | On finit tous par payer        | Cinemax | 10 mars 2015                | 690 000  | [ 15 ] |

- Cette saison a été suivie en moyenne par 582 000 téléspectateurs.